# Mary Hogarth
Mary Scott Hogarth (26 de outubro de 1819 – 7 de maio de 1837) foi irmã de Catherine Dickens (nascida Hogarth) e cunhada de Charles Dickens. Hogarth conheceu Charles Dickens aos 14 anos, e depois de Dickens se casar com a irmã de Hogarth, Catherine, Mary viveu com o casal por um ano. Hogarth morreu repentinamente em 1837, o que fez com que Dickens perdesse as datas de publicação de dois romances: The Pickwick Papers e Oliver Twist. Hogarth mais tarde tornou-se a inspiração para várias personagens nos romances de Dickens, incluindo Rose Maylie em Oliver Twist e Little Nell em The Old Curiosity Shop. A primeira filha de Charles e Catherine Dickens foi baptizada Mary em sua memória.

## Vida

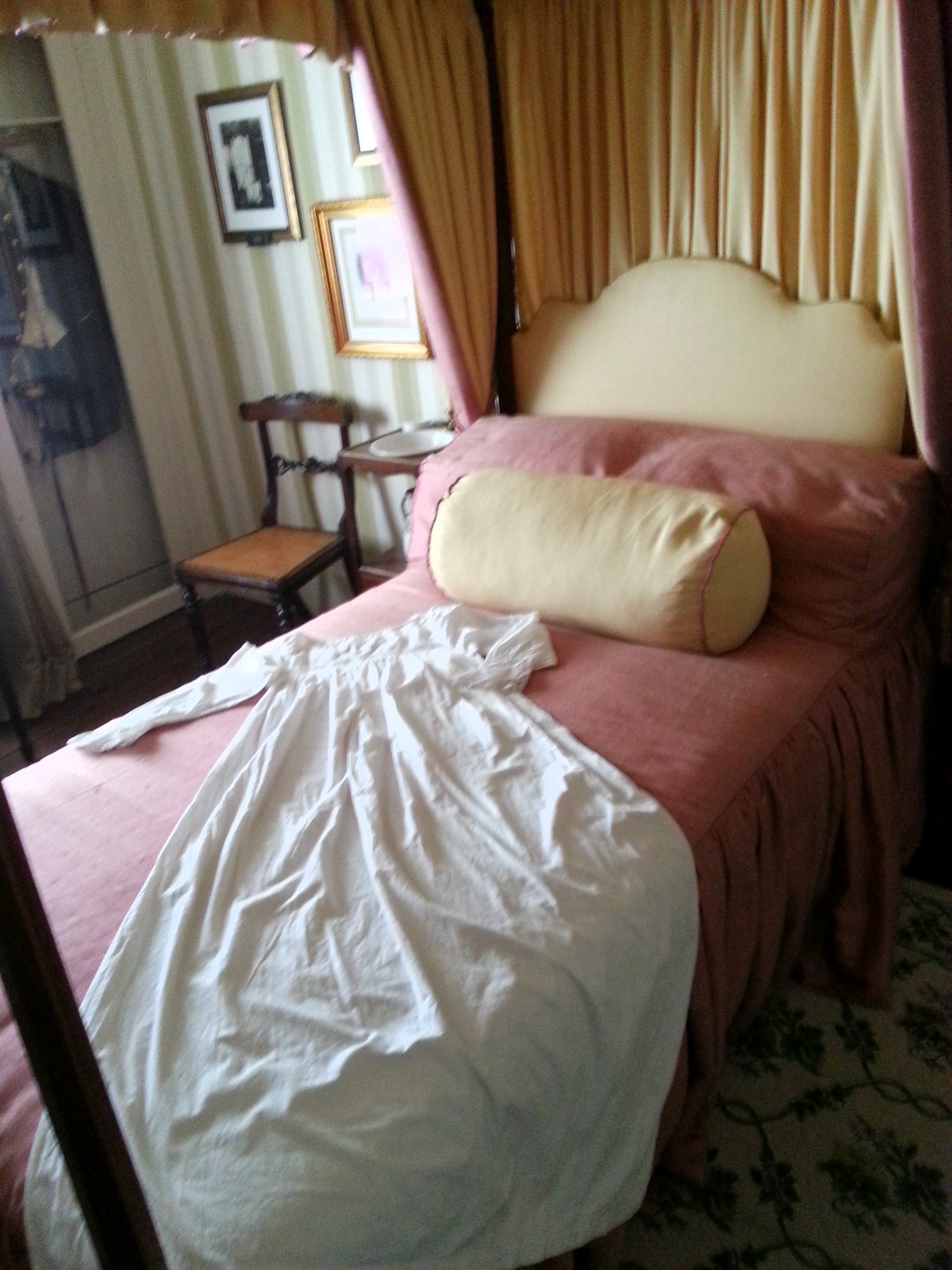
Quarto de Hogarth na Rua Doughty, N.º 48, em 2014

Hogarth era filha de George Hogarth (1783–1870), um crítico de música, violoncelista e compositor, e de Georgina Hogarth, nascida Thompson (1793–1863). Ela nasceu em Edimburgo, onde o seu pai era consultor jurídico de Walter Scott, a quem o jovem Charles Dickens admirava muito. Ela era a quarta de dez filhos, e a terceira filha.  Hogarth recebeu o nome da sua avó paterna.:27:73 O nome Mary Scott já havia sido dado ao terceiro filho de George e Georgina, nascido em 1817 ou 1818, que era uma criança quando ela morreu.
Mary e a sua irmã Catherine conheceram Charles Dickens quando Mary tinha 14 anos, na primeira visita de Dickens à casa Hogarth em Brompton, Londres. Enquanto Dickens e Catherine estavam a namorar, Mary era uma companhia constante e acompanhante para ambos. Depois de Charles e Catherine Dickens se casarem em 1836, Hogarth morou com eles durante um mês num apartamento de três quartos no Furnival's Inn em Holborn, Londres. A partir de março de 1837, Hogarth morou com o casal no N.º 48 da Rua Doughty, onde ajudou a irmã nas tarefas domésticas, pois Catherine estava grávida do seu primeiro filho.:194
Hogarth foi descrita por aqueles que a conheciam como "doce, bonita e alegre". Quando Robert Story visitou a casa Hogarth em 1836, ele descreveu Hogarth como "a flor mais bela da primavera".:82 Dickens demonstrou especial afeição por Hogarth e descreveu-a como "uma amiga íntima, uma irmã excepcional, uma companheira em casa". Acredita-se que Hogarth foi a primeira pessoa a ler The Pickwick Papers e Oliver Twist, já que Dickens valorizou a opinião e o feedback de Hogarth mais do que o de sua esposa.

## Falecimento

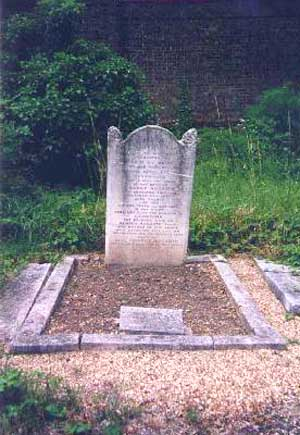
Túmulo de Hogarth no Cemitério de Kensal Green, em Londres

Nas primeiras horas de 7 de maio de 1837, depois de Hogarth ter voltado de uma exibição de Is She His Wife? no Teatro de S. Tiago com o casal Dickens, ela desmaiou inesperadamente. Ela faleceu por volta das 15:00, hora local, mais tarde naquele mesmo dia na casa da família Dickens. Hogarth tinha 17 anos. Acredita-se que a causa da morte tenha sido insuficiência cardíaca ou acidente vascular cerebral. Nas semanas após a morte de Hogarth, Dickens escreveu muitas cartas, e três delas continham a afirmação de que a causa da morte foi insuficiência cardíaca. Hogarth foi enterrada no dia 13 de maio no Cemitério de Kensal Green, em Londres;:91 Dickens comprou o terreno para o túmulo de Hogarth. Ele também escreveu o epitáfio na sua lápide, que diz "Jovem, bonita e boa, Deus a contou entre os seus anjos aos dezassete anos". A lápide agora inclui epitáfios para o seu irmão George, e os seus pais Georgina, que faleceu em 1863, e George, que faleceu em 1870.:344
O quarto onde Hogarth morreu agora faz parte do Museu Charles Dickens. Como resultado da morte de Hogarth, Charles Dickens perdeu as datas de publicação de The Pickwick Papers e Oliver Twist. Foi a única vez na sua vida que Dickens perdeu as datas de publicação. Como razão para perder as datas de publicação, ele escreveu que "perdeu um parente jovem muito querido a quem era mais afetuoso e cuja sociedade foi, por muito tempo, a principal consolação dos seus trabalhos". Ele usou o anel de Hogarth pelo resto da sua vida e também pediu um medalhão do seu cabelo.
Oito meses após a morte de Hogarth, nasceu o segundo filho e a primeira filha de Charles e Catherine Dickens. Charles exigiu que a criança se chamasse Mary, em memória de Hogarth.

## Inspiração para personagens de Dickens

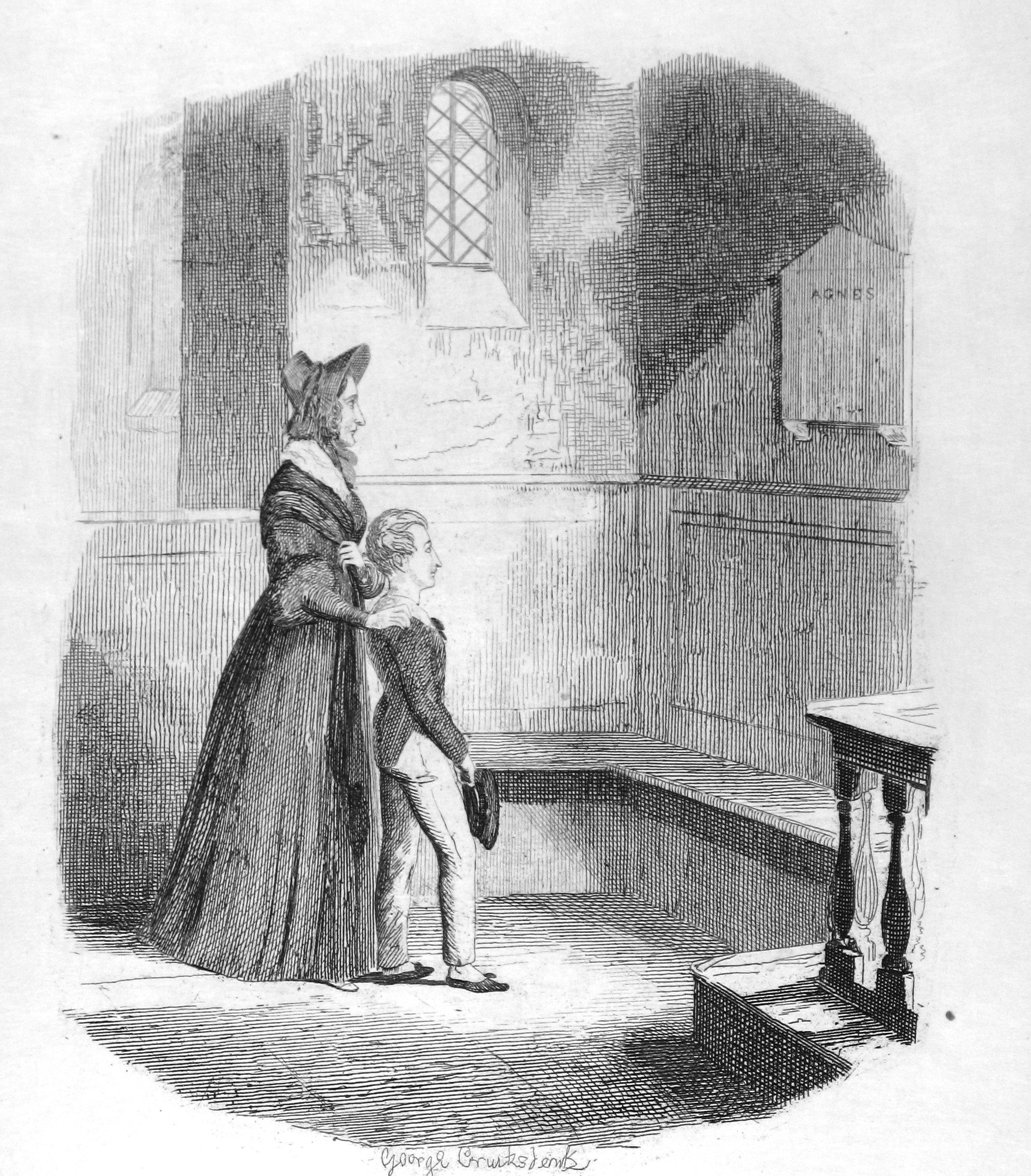
Gravura de Rose Maylie e Oliver Twist. Hogarth é visto como a inspiração para Maylie

Acredita-se que Hogarth tenha influenciado vários personagens de Dickens. Ela é vista como a inspiração para Rose Maylie em Oliver Twist, que foi publicado em série quando Mary morreu. No livro, Maylie sofreu uma doença repentina, embora, ao contrário de Hogarth, Maylie não tenha morrido. Robert Douglas-Fairhurst, um autor que estudou Dickens, acreditava que Dickens queria "dar à história um final diferente". Hogarth também é visto como a inspiração para Little Nell em The Old Curiosity Shop. Nell tinha muitos traços que Dickens associou a Hogarth, incluindo a descrição de Nell como "jovem, bonita e boa", e Nell também morre repentinamente no livro. Outras personagens que se acredita terem sido inspiradas por Mary incluem Kate Nickleby, a irmã de 17 anos do herói do romance Nicholas Nickleby; Agnes Wickfield, a heroína de David Copperfield (a sua personagem era uma mistura de Mary e Georgina, outra das cunhadas de Dickens); Ruth Pinch de Martin Chuzzlewit; Lilian, a criança que aparece nas visões de Trotty Veck em The Chimes; e Dot Peerybingle, a irmã em The Cricket on the Hearth. Ao contrário de Hogarth, a esposa de Dickens, Catherine, não parece ter sido a inspiração para nenhuma das suas personagens.